# Визе
 Тази статия е за града в Белгия.  За реката в Германия вижте Визе (река).  
Визе (на френски: Visé) е град в Югоизточна Белгия, окръг Лиеж на провинция Лиеж. Населението му е около 16 800 души (2006).